# Argentina elongata
Argentina elongata es un pez marino actinopterigio. Tiene poco valor comercial, y es depredado por la merluza de cola azul.

## Morfología
Posee un cuerpo alargado y plateado, cuya longitud máxima descrita es de 25 cm.

## Distribución y hábitat
Es un pez marino de aguas templadas que habita en alta mar, de comportamiento demersal en un rango de profundidad entre 11 y 325 metros, Se distribuye por Nueva Zelanda y el sur de Australia. 